# Большое, малое и человеческий разум
Большое, малое и человеческий разум (англ. The Large, the Small and the Human Mind) — научно-популярная книга Роджера Пенроуза, изданная в 1997 году на английском языке в издательстве Cambridge University Press, представляет собой серию эссе посвященных вопросами понимания человеческого разума при помощи математики. На русский язык была переведена и издана в 2008 году.

## Содержание
Автор книги британский физик и математик Роджер Пенроуз, работающий в различных областях математики, общей теории относительности и квантовой теории, возглавляющий кафедру математики Оксфордского университета.
В своей книге написанной на основе выступлений, прочитанных в 1995 году в Кембриджском университет в качестве Таннеровских лекций, он размышляет о крупномасштабной физике Вселенной, мелкомасштабном мире квантовой физики и физике разума. Он обобщает и обновляет свои современные представления об этих сложных областях, чтобы представить изложение тех областей физики, в которых, по его мнению, существуют серьезные нерешенные проблемы. Благодаря этому он вводит радикально новые концепции, которые, по его мнению, будут полезны для понимания работы мозга и природы человеческого разума. 
Изложение сопровождается множеством наглядных и юмористических диаграмм и иллюстраций, однако сложность поднятых тем представляет собой серьезное препятствие для неспециализированного читателя. Пенроуз не уклоняется от введения математических формул, хотя и дает понять аудитории, что их понимание не является необходимым для понимания его тезисов. Автор использует сложные уравнения и вскользь объясняет техническую терминологию, чтобы продвигать свой тезисы со скоростью, подходящей для аудитории слушателей, а не читателей, что является проблемой для полного понимания изложенного материала.
Основные тезисы. Первый из них это то, что математика является не просто описанием реальности, а отдельной (Пенроуз предполагает, что платонической) реальностью самой по себе. Другой тезис заключается в том, что математика демонстрирует свое совершенство (эстетическое и научное) как платоновская реальность своей точностью в качестве описания реальности. Есть и другие интересные моменты, касающиеся пробелов в квантовой теории и неспособности компьютеров генерировать математические доказательства. 
Согласно концепции книги, его идеи оспариваются тремя общепризнанными экспертами из разных областей знаний: Абнером Шимони и Нэнси Картрайт как философами науки и Стивеном Хокингом как физиком-теоретиком и космологом. В заключение Роджер Пенроуз отвечает на их критические замечания.